# Acacia aulacocarpa
Acacia aulacocarpa — вид квіткових рослин з родини бобових. Ареал: Австралія (Квінсленд, Новий Південний Уельс), Індонезія (Папуа), Папуа Нова Гвінея (Папуа). Зазвичай зустрічається в саванових і мусонних лісах. Це кущ або дерево з еліптичними або вузькоеліптичними філодіями; з циліндричними головами яскравих золотисто-жовтих квіток; з вузькими довгастими стручками завдовжки до 80 мм.

## Морфологічний опис
Це кущ 0.5–2 метри заввишки або дерево з типовою висотою від 2 до 8 метрів, але може досягати висоти до 15 метрів. Кора гладка, на найбільших деревах потріскана неглибокими тріщинами. Філодії зазвичай 50–125 мм завдовжки й 7–35 мм завширшки, голі й більш-менш сизуваті. Квітки яскраво-золотисто-жовті, зібрані в один або два циліндричні колоски 20–50 мм завдовжки на квітконосі 4–8 мм завдовжки. Період цвітіння: січень — червень. Стручки вузько видовжені, іноді скручені, завдовжки 15–80 мм, 8–15 мм ушир, містять коричневе або чорне насіння 3.5–5 мм.